# Sega la vecchia

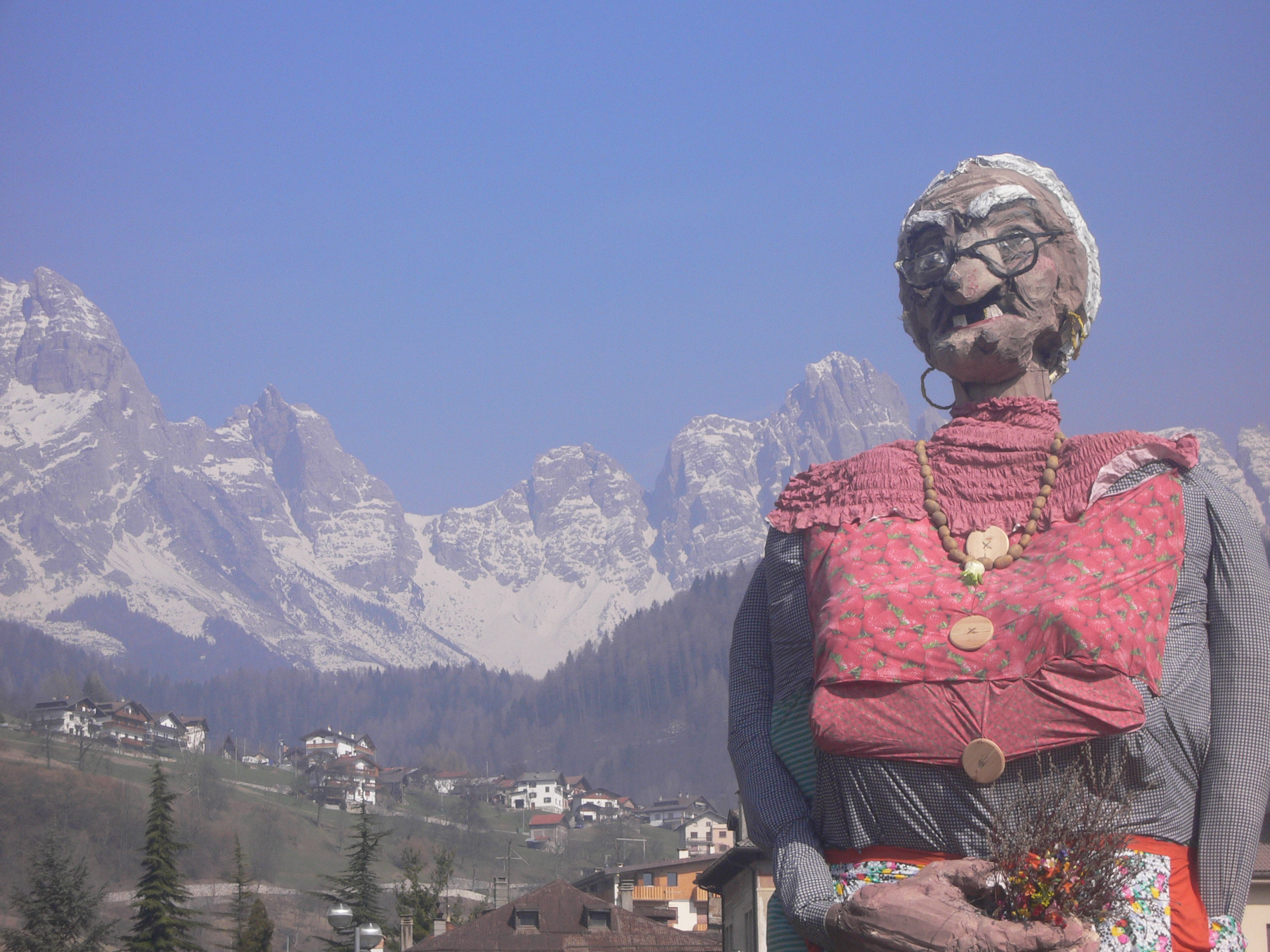
Un fantoccio della Vecchia ad Agordo (Veneto), in una cerimonia del rogo di metà Quaresima.

Il sega la vecchia, o segavecchia, è un personaggio che dà il nome a un'antica rappresentazione di mezza Quaresima del mondo contadino.

## Significato

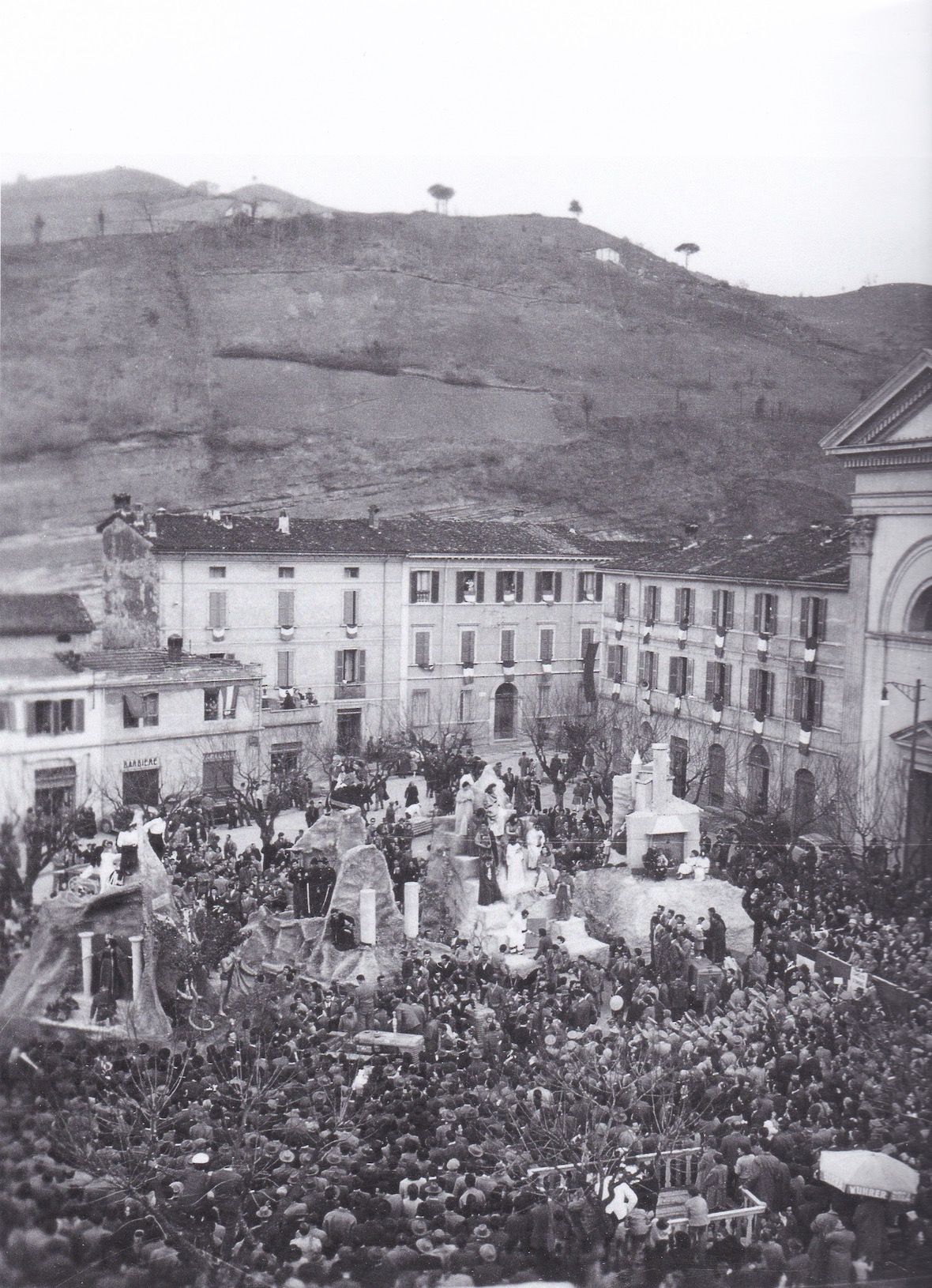
La Festa di Mezza Quaresima a Casola Valsenio (RA) nel marzo 1957

Secondo la leggenda, un giovedì di mezza Quaresima una donna, invece di fare astinenza dalla carne, mangiò un salsicciotto. Fu quindi condannata a morte e giustiziata per stregoneria. 
In tempi remoti questo giorno era dedicato alla penitenza e al digiuno, ma si è poi trasformato in una festa popolare: la vëcia da sghè, come viene chiamata in romagnolo, viene segata nella piazza del paese e dal suo ventre capiente escono giocattoli e dolci.
Rituali affini in altre parti d'Italia prevedono un rogo con cui si brucia un fantoccio che rappresenta la vecchia o la strega.
Secondo gli antropologi Baldini e Bellosi, la “Vecchia” è simbolo della Terra che, dopo il gelo dell'inverno, si riapre e si prepara a produrre i suoi frutti. Lo squarcio prodotto nel ventre della Vecchia «prelude e stimola il parto della terra, gravida dei futuri frutti e raccolti».

## Storia
Tradizionalmente, in occasione della festa, un gruppo di attori improvvisati visitava le case del contado e inscenava una rappresentazione a carattere burlesco in cui un albero di quercia (la vecchia) viene simbolicamente abbattuto e segato da parte di due segantini, fino a risorgere tra danze, canti e altre manifestazioni di gioia.
Questa usanza era particolarmente diffusa, fino alla fine degli anni cinquanta, in Toscana, Emilia-Romagna e Umbria.
È ancora diffusa anche in Campania, nell'antica cittadina di Alife, dove si festeggia il giovedì che precede la penultima domenica di Quaresima; in alcune zone dell'alto Sannio, come a Jelsi (Campobasso), si festeggia la seconda domenica di Quaresima.
Dagli anni '20 del XX secolo è anche celebrato come "Carnevale di mezza Quaresima" a Bergamo. Al termine della sfilata dei carri allegorici ha luogo "ol Rasgamènt de la Ègia"(la sega della vecchia) e viene letto il suo testamento, che ogni anno è diverso e fa riferimento a problematiche sociali di attualità.